# Другая земля (аниме)
Green Legend Ran (яп. グリーンレジェンド乱 Гурин Рэдзэндо Ран, Зелёная легенда Рана) — аниме в формате OVA, выпущенное студией AIC в 1992—1993 годах.
В России сериал издан на DVD под названием «Другая земля», прокатное удостоверение было выдано в 2010 году, установлено возрастное ограничение — зрителям, достигшим 14 лет.

## Сюжет
Человечество годами разрушало окружающую среду, приближая апокалипсис. Но худшее пришло из космоса. На планету прибыли таинственные пришельцы Родо. Глобальное изменение климата осушило океаны, прекратились дожди. Земля стала пустыней. Началась борьба за выживание. В жестоком новом мире появились две враждующие группировки: религиозные фанатики, поклоняющиеся инопланетным богам и монолитам Родо — источникам воды и пищи; Hazard — повстанцы, сражающиеся с агрессорами. Церковью управляют епископы-мутанты, у сектантов есть целая армия. Теперь боевые и гражданские корабли бороздят пески. Война приносит смерть одним, пытки другим и удовольствие остальным. На фоне этого парень Ран встречает загадочную девочку Айру. Ему предстоит найти убийцу своей матери и отомстить. Но смогут ли борцы за свободу победить тех, о ком ничего не знают. Войско фанатиков нападает на базу Hazard. Ран должен спасти Айру, которую увезли на корабле. Ему предлагает помощь торговец Джик.

## Роли озвучивали
| Актёр            | Роль            |
| ---------------- | --------------- |
| Хидэхиро Кикути  | Ран             |
| Мицуки Яёи       | Айра            |
| Коити Ямадэра    | Тимин           |
| Митиэ Томидзава  | Хонран          |
| Митио Хадзама    | Джик            |
| Такэси Аоно      | Киба            |
| Иссэй Футамата   | Лазло           |
| Дайсукэ Намикава | Рурей           |
| Кикуко Иноуэ     | мать Рана       |
| Кэнъити Огата    | Нуэ             |
| Кэнъити Оно      | архиепископ     |
| Кинрю Аримото    | доктор Ким      |
| Киёюки Янада     | Такамаса        |
| Махито Цудзимура | Кэндзи          |
| Мари Марута      | Ран (в детстве) |
| Мари Еко         | Иэн             |
| Масако Кацуки    | Сильвер Мэйден  |
| Сигэру Накахара  | Бета            |
| Ёку Сиоя         | Гиши            |
| Акико Такамура   | старуха         |
| Кэн Ямагути      | рассказчик      |

## Список серий
| № | Название                         | Премьера в Японии   |
| - | -------------------------------- | ------------------- |
| 1 | Departure «Tabidachi» (たびだち) | 25 ноября 1992 года |
| 2 | Green 5 «Gurīn 5» (グリーン5)    | 25 января 1993 года |
| 3 | Holy Green «Sei midori» (聖緑)   | 25 марта 1993 года  |

## Выпуск на видео
Сериал вышел в 1992—1993 годах на 3 VHS и LaserDisc Pioneer LDC. В 1994 году компания представила в США дорогое коллекционное издание за 100 долларов, куда вошли все диски в отдельных футлярах, 20-страничная книга, 18 карточек и футболка белого цвета с изображением Рана и Айры. Полная версия длилась 150 минут, включая бонусное видео; на канале Sci-Fi была показана отредактированная продолжительностью 120 минут, где присутствовали обрывки киноплёнки, даже во время музыкальных фрагментов, из-за чего многие сцены неестественно ускорялись без каких-либо объяснений. Английский дубляж оказался неопытным. В 1998 году Pioneer выпустила DVD в формате 1,33:1 (4:3) и со звуком Dolby Digital 2.0, дополнительные материалы включали видеоклипы и аудиокомментарии.
В 2017 году Green Legend Ran был переиздан американской компанией Sentai Filmworks.

## Музыка
| №   | Название                                                                | Длительность |
| --- | ----------------------------------------------------------------------- | ------------ |
| 1.  | «Gentle Like the Falling Rain [Strings Version] ~ Dust Cloud ~ Destiny» | 10:37        |
| 2.  | «Decent»                                                                | 1:43         |
| 3.  | «Running Ran»                                                           | 2:13         |
| 4.  | «Recollections of Home»                                                 | 1:55         |
| 5.  | «Hazard in Pursuit»                                                     | 2:24         |
| 6.  | «Aira's Theme»                                                          | 6:12         |
| 7.  | «Rodo Cathedral»                                                        | 2:15         |
| 8.  | «Gentle Like the Falling Rain [Strings Version]»                        | 2:55         |
| 9.  | «Legend [Violin Solo]»                                                  | 3:27         |
| 10. | «Oasis»                                                                 | 2:23         |
| 11. | «Ran's Loyal Friends»                                                   | 2:09         |
| 12. | «Gentle Like the Falling Rain [Violin Solo]»                            | 2:54         |
| 13. | «Vision -Illusion du vert-»                                             | 2:23         |
| 14. | «Rodo Troops Armored Fleet»                                             | 1:33         |
| 15. | «Legend»                                                                | 3:29         |
| 16. | «Gentle Like the Falling Rain»                                          | 6:06         |

Завершающая композиция:
- «Gentle Like the Falling Rain» в исполнении Хироко Касахары, музыка и аранжировка — Ёитиро Ёсикава, слова — Кёко Мацумия

Участники записи
Ёитиро Ёсикава — гитара, бас, фортепиано, Хидэхико Ураяма — соло-гитара (5, 14), Yuichiro Goto Strings — струнные, Юитиро Гото — скрипка (9, 12), звукорежиссёр и мастеринг — Мицуо Коикэ. Запись произведена на Garden Studio, L.D.K. Studio и ALFA Studio A.
Эндинг доступен также в сингле и альбоме Касахары L’express“Fantaisie” 1993 года.

## Критика
Джонатан Клементс и Хелен Маккарти в своей энциклопедии подчеркнули, что несмотря на качество видео выше среднего и дубляж Pioneer, в конечном счёте, Green Legend Ran не достигает того, что сделал Хаяо Миядзаки и не бывает лучше. Местами дизайн потрясающий, как будто «Дюну» Фрэнка Герберта иллюстрировали художники «золотого века» научной фантастики, но другие другие части просто выступают дешёвыми версиями «Навсикаи из Долины ветров» и «Небесного замка Лапута». Не спасает и запутанный сюжет, который не может решить, являются ли Святые Матери инопланетными захватчиками или добродушными спасителями. Айра безосновательно верит в то, что человечество, если дать ему второй шанс, не разрушит всё снова. Это показывает наивность замысла и плохо сочетается с достойно выполненным произведением искусства. Действия Рана напоминают эпизоды из Future Boy Conan, когда он прыгает и двигается так, как не способен обычный мальчик, не сломав кости или того хуже. Иногда кажется, что парень является наблюдателем и едет в поезде, с которого не может сойти. Также есть заимствования из Nadia: The Secret of Blue Water. Рассказывается история, невозможная в реальной жизни. Но одно интересное замечание можно сделать насчёт обстановки и настроения — они больше похожи на настоящее, чем на будущее. Здесь нет мехов или роботов, все транспортные средства адаптированы к песчаной местности. Применяется обычное вооружение, и люди ведут себя привычным образом (с учётом культа).
The Anime Critic поставил сериалу 4 звезды («хорошо»). На первый взгляд кажется, что Green Legend Ran состоит из вещей, присутствующих во многих научно-фантастических произведениях, и предлагает мало нового. Это правда: действие происходит в пустынном мире, где очень мало воды, люди живут в трущобах, есть загадочные инопланетные объекты, упавшие с неба, главный герой — молодой парень, мечтающий присоединиться к восстанию против угнетателей. Что отличает данное аниме от других: история вовсе не одномерна, в сюжете много деталей и загадок, на которые даются несколько ответов, но также возникает достаточно вопросов (чем являются Святые Матери? Кто такой странный человек со шрамом на груди? Что творится с епископами Родо?). Не говоря уже о том, что сложно разобраться в персонажах, хорошие они или плохие. Временами думается, что всё ясно, но через несколько мгновений суждение меняется. Сериал хорошо удерживает интерес и заставляет гадать. Образы тоже довольно солидные. Хотя персонажи частично клишированы, они проработаны (Ран с его прошлым и мотивами, таинственная Айра, епископы Родо). Но остальные похожи друг на друга, поэтому трудно вспомнить их различия. Единственная составляющая, где сериал не работает — постановка. Если фон в целом нарисован качественно, то люди выполнены гораздо проще, а иногда грубо, что отвлекает от просмотра. Английское озвучивание оставляет желать лучшего — голоса звучат невыразительно и однообразно, кроме Рана. Pioneer следовало привлекать разных актёров. Несмотря на упомянутые проблемы, в итоге получилась отличная научно-фантастическая история, наполненная тайнами и приключениями. 
THEM Anime высоко оценил на 4 из 5 звёзд. Это постапокалиптический сериал, где Земля превратилась в пустыню. По мнению рецензента, всё строится по формуле «не проходите мимо, берите 200 баксов и вперёд», но больше смотреть не на что. Во-первых, не совсем понятно, почему мир почти буквально стал пылью. Такое произошло из-за людей, пришельцев Родо или чего-то ещё? Начало добавляет интриги. Приятно, что нет никаких обвинений в человеческом эгоизме. Искусство и анимация в данном случае — странные вещи: технически Green Legend Ran оформлен хорошо, включая детали, но с этим резко контрастирует персонажи, которые выглядят немного проще. Возможно, создатели пошли на жертву для плавности изображения, однако вопросы остаются. Как и следовало ожидать, дубляж Pioneer (Geneon) неплохой. Нельзя сказать, что музыка запоминающаяся — она звучит нормально, может быть, прилично, но не особенно примечательно. Что касается сюжета и образов, то они произвели впечатление. Главный герой слишком типичен в своей дерзости и безрассудстве, его характер встречается во многих боевиках. Возможно, он похож на Хибики из «Вандреда». Интересна Айра, загадочная седовласая девушка, которая привлекает зрителей по мере развития сюжета, будь то её сны или ее видения. Сериал медленно раскрывает основную арку, поддерживает интерес, но не застаивается, и в этом его плюс. Финал может быть предсказуемым, тем не менее он содержит любопытный поворот. Green Legend Ran рекомендуется к просмотру тем, кто не устал от постапокалиптических приключенческих историй. Тайны присутствуют, но на вопросы даются ответы, за что можно поаплодировать. Аудитория: начиная с 13 лет из-за многочисленных и жестоких смертей, но без кровавых подробностей, пыток и их последствий. Здесь практически нет фансервиса, а нагота не вспоминается.